# Setina clara
Setina clara là một loài bướm đêm thuộc phân họ Arctiinae, họ Erebidae.